# Drosera closterostigma
Drosera closterostigma är en sileshårsväxtart som beskrevs av N.Marchant och Allen Lowrie. Drosera closterostigma ingår i släktet sileshår, och familjen sileshårsväxter.
Artens utbredningsområde är:
- Ashmore-Cartieröarna.
- Western Australia.

Inga underarter finns listade i Catalogue of Life.

## Bildgalleri

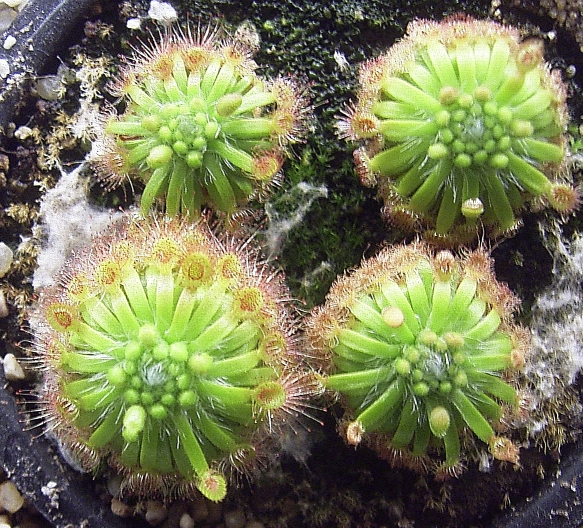
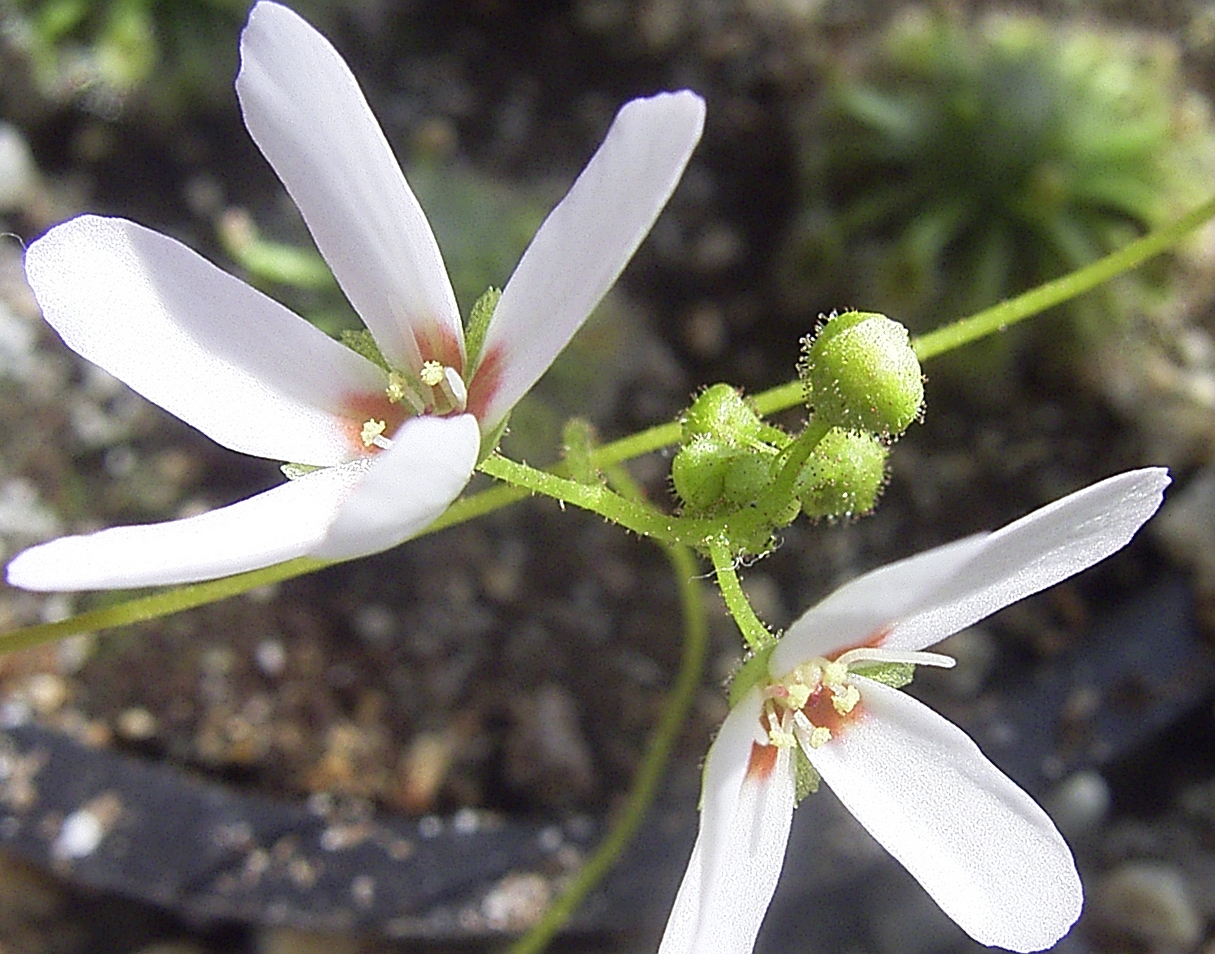
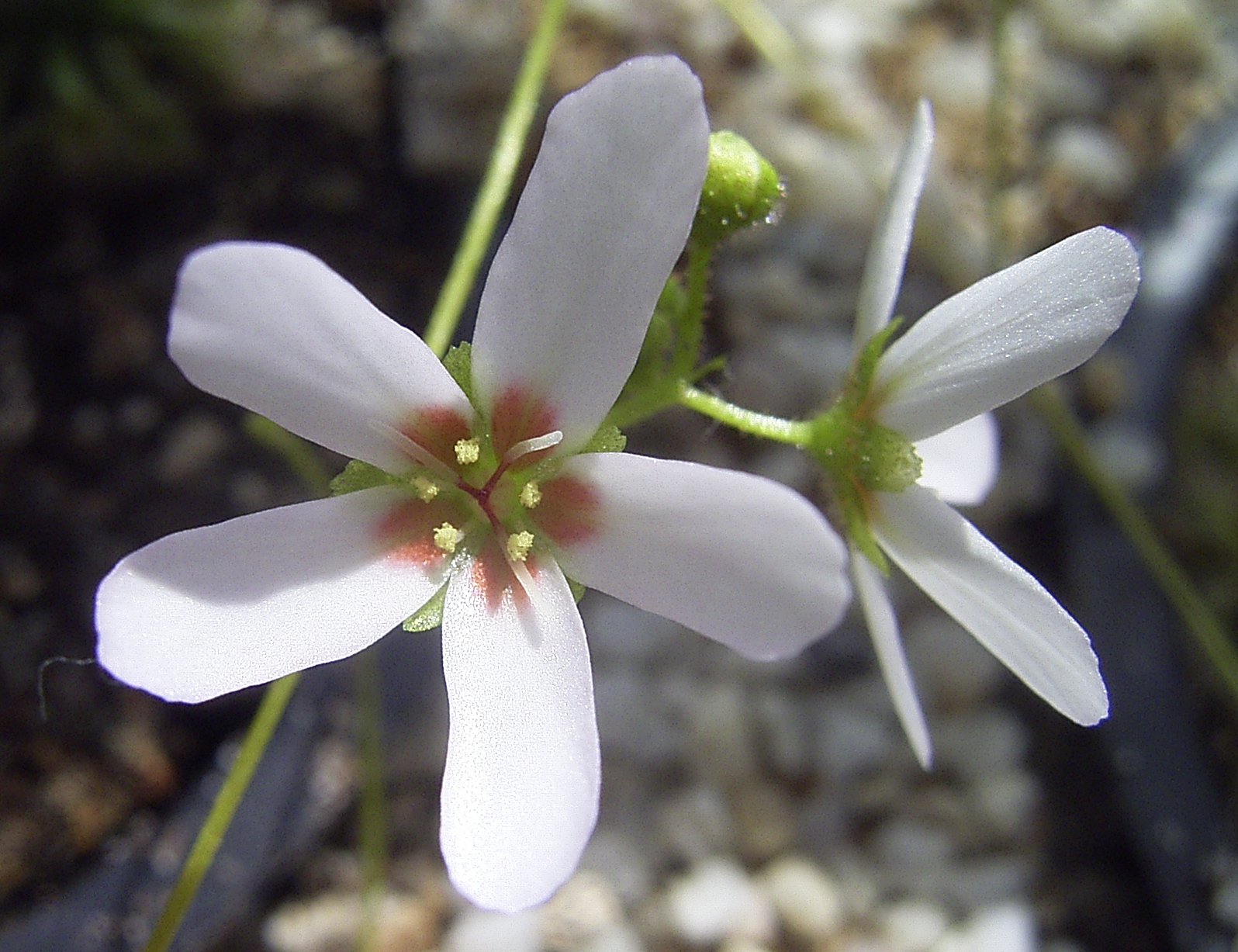
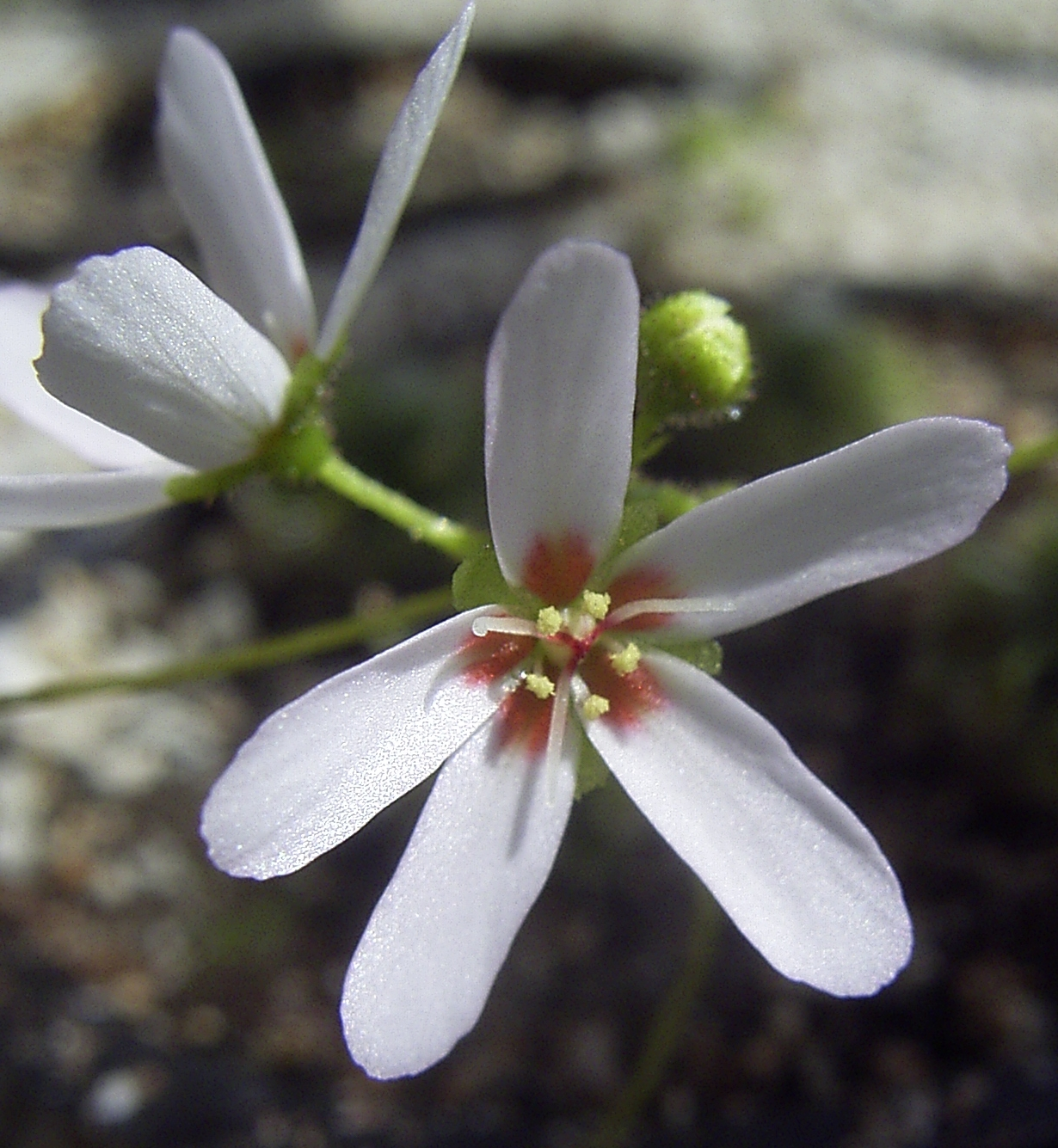